# شترالونگن
شترالونگن (به آلمانی: Strahlungen) یک شهر در آلمان است که در رن-گرابفلد واقع شده‌است. شترالونگن ۹۴۹ نفر جمعیت دارد.